# Lijst van Island single malts

Lowland
Highland
Speyside
Island
Campbeltown
Islay

Dit is een lijst van Island single malt whisky's.
Een Island single malt is een whisky die wordt geproduceerd op een van de eilanden rondom het Schotse vasteland, waarbij Islay een aparte categorie vormt (zie Lijst van Islay single malts).
- Arran Single Malt (Arran)
- Isle of Jura Single Malt (Jura)
- Isle of Lewis (Lewis)
- Ledaig Single Malt (Mull)
- Tobermory Single Malt (Mull)
- Highland Park Single Malt (Orkneyeilanden, Mainland)
- Scapa Single Malt (Orkneyeilanden, Mainland)
- Isle of Raasay Single Malt (Isle of Raasay)[1]
- Talisker Single Malt (Skye)
- Torabhaig (Skye)